# Brizon (Alta Saboia)
Brizon é uma comuna francesa na região administrativa de Auvérnia-Ródano-Alpes, no departamento da Alta Saboia. Estende-se por uma área de 10.39 km². Em 2010 a comuna tinha 486 habitantes (densidade: 46,8 hab./km²).